# Istrorumeni
Gli istrorumeni (anche detti cicci, in istrorumeno rumeri o rumâri; in croato Istrorumunji, Ćiribirci o Ćići) sono un gruppo etnico d'origine rumena stanziato nell'Istria croata. Gli istrorumeni sono circa un migliaio, esclusa la diaspora. Si dividono in due rami principali: gli istroromeni del nord, detti anche Cici, stanziati nella Cicceria, maggioritari nell'insediamento di Seiane; e gli istroromeni del sud,  stanziati in Valdarsa, ai piedi del Monte Maggiore (insediamenti di Susgnevizza, Villanova).
Gli istroromeni del sud nella letteratura e nella pubblicistica vengono spesso erroneamente chiamati Ciribiri: in realtà con il termine "ciribiri" gli alloglotti dei paesi circostanti indicano la lingua parlata dagli istroromeni e non la popolazione.
A questi due gruppi oggi si deve aggiungere un gruppo di 300/400 persone che vivono a New York in seguito alla diaspora sopravvenuta dopo la seconda guerra mondiale, oltre ad altre persone disperse per tutto il mondo.

## Storia

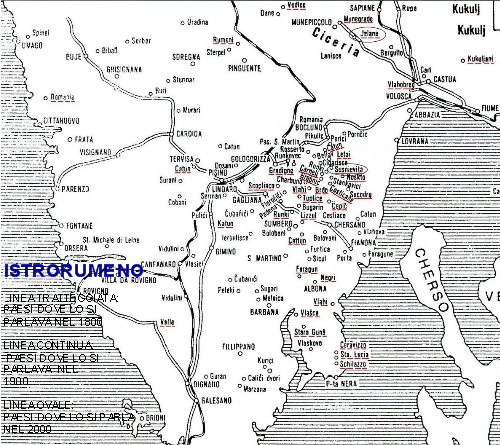
Villaggi popolati da Istrorumeni nel 1800, 1900 e 2000

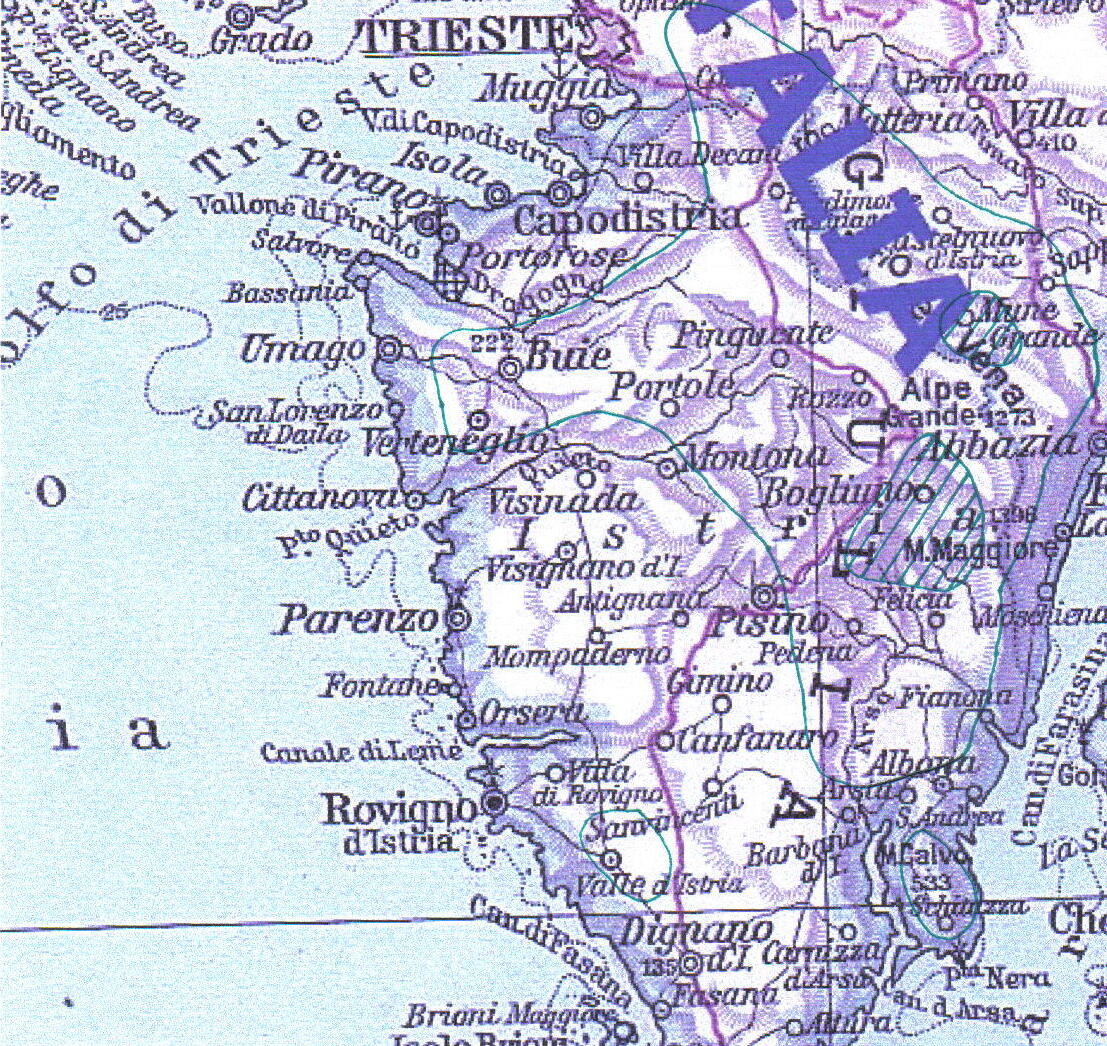
Aree popolate dagli Istrorumeni in Istria: linea verde nel 1810, tratteggiato verde nel 1920

Nel XV secolo gruppi di pastori parlanti lingue del gruppo rumeno si trasferirono nella lontana Istria sfuggendo le invasioni ottomane nei Balcani. Alcuni linguisti (Densusianu e Neiescu) credono che originariamente siano migrati dall'area di Alba Iulia in Romania e che intorno al 1420 si siano insediati intorno al monte Maggiore, in aree istriane spopolate dalle epidemie. Anche molti profughi morlacchi ed uscocchi, in concomitanza con l'avanzata dei Turchi nei Balcani, ripararono nella penisola istriana, dopo lo spopolamento dell'Istria determinato dalle terribili pestilenze degli anni 1427, 1437, 1465 e 1466. Questi pastori e profughi si mescolarono con i pochi croati sopravvissuti in Istria e crearono il popolo istrorumeno. Ervino Curtis scrive a proposito: 
(da: La lingua, la storia, la tradizione degli istroromeni di Ervino Curtis.)
Gli istrorumeni (detti anche "Cici") popolavano vaste aree dell'Istria nel XIX secolo, ma hanno subito un'assimilazione linguistica da parte della maggioranza slava. Ancora oggi una vasta area dell'Istria tra Trieste e Fiume si chiama Cicceria. L'area abitata dal popolo istrorumeno si è via via ridotta fino a ridursi al villaggio di Seiane e ad alcuni villaggi della val d'Arsa.
Nel breve periodo (1918 - 1943) sotto il Regno d'Italia, in cui si creò il comune istrorumeno di Valdarsa e si aprì una scuola in lingua istroromena, la popolazione che si dichiarava istrorumena aumentò fino a circa 4000 persone. Andrea Glavina, il primo sindaco di Valdarsa, fu il principale promotore della rinascita dei Cici in quegli anni: nel 1905 pubblicò il "Calendario lu Rumen din Istria", dove raccolse vocaboli, proverbi e racconti in uso tra i Cici per tramandarne la memoria.
A Trieste abitano circa 300 esuli istrorumeni ed esiste dal 1994 un'associazione, intitolata ad Andrea Glavina, a tutela di questa etnia neolatina che fino all'Ottocento popolava una buona parte dell’attuale Istria croata.

## Lingua
L'istroromeno è una lingua non scritta: non esistendo una tradizione scritta, non esiste neppure un alfabeto codificato e accettato unanimemente da tutti gli studiosi. Chi ritiene che l'istroromeno sia un dialetto romeno, in genere preferisce il metodo di scrittura fissato dall'Atlasul lingvistic român. Ma accade anche che gli studiosi croati e quelli italiani usino scritture lievemente diverse, con segni diacritici diversi. Del resto, pur essendo leziosa la distinzione tra lingua e dialetto, talvolta si preferisce definire l'istroromeno una lingua piuttosto che un dialetto, in considerazione dei molti secoli trascorsi senza contatti con gli altri dialetti romeni.